# Chelas (métro de Lisbonne)
Chelas est une station du métro de Lisbonne sur la ligne rouge.